# Edward G. Robinson
Edward G. Robinson, född Emanuel Goldenberg den 12 december 1893 i Bukarest i Rumänien, död 26 januari 1973 i Los Angeles i Kalifornien, var en amerikansk skådespelare. Robinson medverkade i 40 Broadway-pjäser och över 100 filmer under sin 50 år långa karriär. Han gjorde sig känd i tuffa gangsterroller i filmer som Little Caesar (1931) och Stormvarning utfärdad (1948).

## Biografi
Robinson föddes i Bukarest som en av sex söner till Morris och Sara Goldenberg. Familjen emigrerade till New York när han var nio år gammal. Han växte upp på Lower East Side och senare i Bronx. Fadern var antikhandlare och hade en godisaffär. Robinson genomgick Townsend Harris High School och City College i New York. Ursprungligen avsåg han bli rabbin eller jurist. 1911 fick han ett stipendium till American Academy of Dramatic Arts och anslöt sig sedan till en teatergrupp i Binghamton. Han debuterade på Broadway 1913. Sin första huvudroll där fick han först 1927.
Han gjorde endast två filmer under stumfilmseran, 1916 och 1923. Genombrottet kom 1931 med gangsterfilmen Little Ceasar. Därefter var han mer eller mindre typecastad som hårdför gangstertyp, men syntes också i produktioner som Confessions of a Nazi Spy (1939) och filmatiseringen av Jack Londons Varg-Larsen (1941), där Robinson spelade titelrollen. Den insats han skattade högst var titelrollen i Doktor Ehrlich (1940); en film om en läkare som finner botemedel för syfilis.
Den på 1940-talet dalande karriären fick ett plötsligt uppsving med Kvinna utan samvete (1944). Under andra världskriget demonstrerade han mot nazisternas judeutrotning och beskylldes på 1950-talet av tidning för samröre med kommunistiska organisationer. Med anledning därav förhördes han vid tre tillfällen av representanthusets kommitté om antiamerikanska element, och förklarades 1952 oskyldig till alla anklagelser. Efter 29 års äktenskap skilde han sig 1956 från Gladys Lloyd. Skilsmässan kostade honom hans dyrbara samling av fransk impressionistisk konst.
Hans sista film blev Soylent Green (1973). 1973 tilldelades han postumt en heders-Oscar. Robinson hade avlidit två månader tidigare i cancer. Han är gravsatt i Queens.
Robinson är placerad på plats 24 på American Film Institutes lista över de 25 största manliga filmstjärnorna inom amerikansk filmhistoria.

## Filmografi i urval
Följande är ett urval av Robinsons filmografi:
- 1923 – Den röda mantiljen
- 1929 – The Hole in the Wall
- 1930 – Bröllopsnatten
- 1931 – Little Caesar
- 1931 – The Slippery Pearls
- 1931 – Five Star Final
- 1931 – Spelhusets hemlighet
- 1931 – How I Play Golf by Bobby Jones No. 10: Trouble Shots
- 1931 – The Stolen Jools
- 1932 – Tigerhajen
- 1932 – Two Seconds
- 1932 – The Hatchet Man
- 1933 – The Little Giant
- 1933 – I Loved a Woman
- 1934 – Dark Hazard
- 1934 – The Man with Two Faces
- 1935 – Barbarkusten
- 1935 – Samhällets fiende no 1
- 1936 – Samhällets rovriddare
- 1937 – En boxare bland gangsters
- 1937 – En yankee i sociteten
- 1937 – The Last Gangster
- 1938 – A Slight Case of Murder
- 1938 – Den mystiske doktor Clitterhouse
- 1938 – Jag är lagen
- 1939 – Confessions of a Nazi Spy
- 1939 – Utpressning
- 1940 – Doktor Ehrlich
- 1940 – Reuter meddelar
- 1940 – Mr Sarto gör razzia
- 1941 – Varg-Larsen
- 1941 – En kvinna bland män
- 1941 – Utan skrupler
- 1942 – Manhattan
- 1942 – Larceny, Inc.
- 1943 – Bortom alla gränser
- 1944 – Kvinna utan samvete
- 1944 – Kvinnan i fönstret
- 1944 – Tampico (film)
- 1945 – Kvinna i rött
- 1945 – När hjärtat talar
- 1946 – Främlingen
- 1947 – Röda husets hemlighet
- 1948 – Stormvarning utfärdad
- 1948 – Alla mina söner
- 1948 – Natten har tusen ögon
- 1949 – Lidelsernas hus
- 1953 – Mordkommissionen i arbete
- 1953 – Televisionsmordet
- 1954 – Black Tuesday
- 1955 – Våldets män
- 1955 – Frisco Bay
- 1955 – I polisens nät
- 1955 – Mord på fel person
- 1955 – Polisvittnet
- 1956 – De tio budorden
- 1956 – Fasans natt
- 1959 – Livet är härligt
- 1960 – 7 Tjuvar
- 1962 – Två veckor i en annan stad
- 1962 – Min Geisha
- 1963 – Jagad av agenter
- 1963 – På äventyr i Afrika
- 1964 – 5 äss i leken
- 1964 – Indianerna
- 1964 – Skändaren
- 1964 – Har ni sett maken?!
- 1965 – Cincinnati Kid
- 1967 – Storslam 70
- 1967 – Blondinen från Peking
- 1967 – Operation St. Peter's
- 1968 – Kom så rånar vi!
- 1968 – Never a Dull Moment
- 1968 – Den vilda bankkuppen
- 1969 – Mackennas guld
- 1970 – Song of Norway
- 1973 – Soylent Green – USA år 2022